# خورده‌لوکی
خورده‌لوکی(به کردی: خوردەلووکی، Xurdelûkî) روستایی از توابع بخش سرشیو شهرستان سقز است که در استان کردستان ایران قرار دارد.

## جمعیت
این روستا در دهستان ذوالفقار واقع شده و براساس سرشماری سال ۱۳۸۵، جمعیت آن ۵۴۱ نفر (۱۰۵ خانوار) بوده‌است.